# Väggdikt

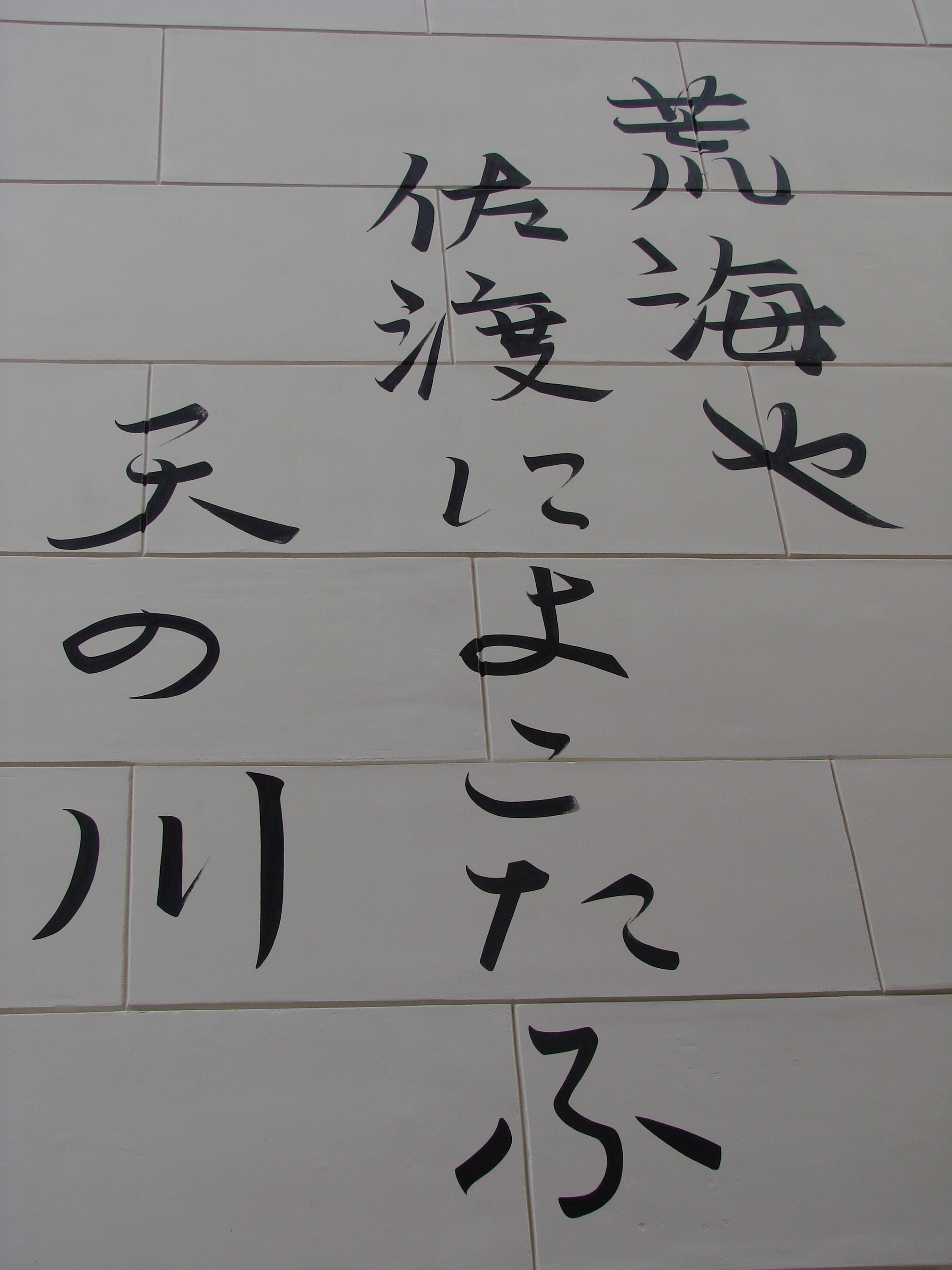
Väggdikt i Leiden av den japanske poeten Matsuo Basho (1644 - 1694).

Väggdikt är en dikt inristad, målad eller konstfärdigt klistrad på en husfasad som ett dekorativt element med innebörd.
Mest kända är väggdikterna i Leiden, vilka utfördes som ett projekt av ett par nederländska bildkonstnärer, huvudsakligen under åren 1992–2005. Den mest ihärdige av dessa konstnärer, Jan-Willem Bruins, har även färdigställt dikter på samma sätt i Paris och Berlin.
Väggdikter finns också på andra håll. Sedan 2007 pryder till exempel dikten What If av engelsmannen Andrew Motion (född 1952) gaveln till en av Sheffield Hallam Universitys byggnader på Howard Street i Sheffield.  

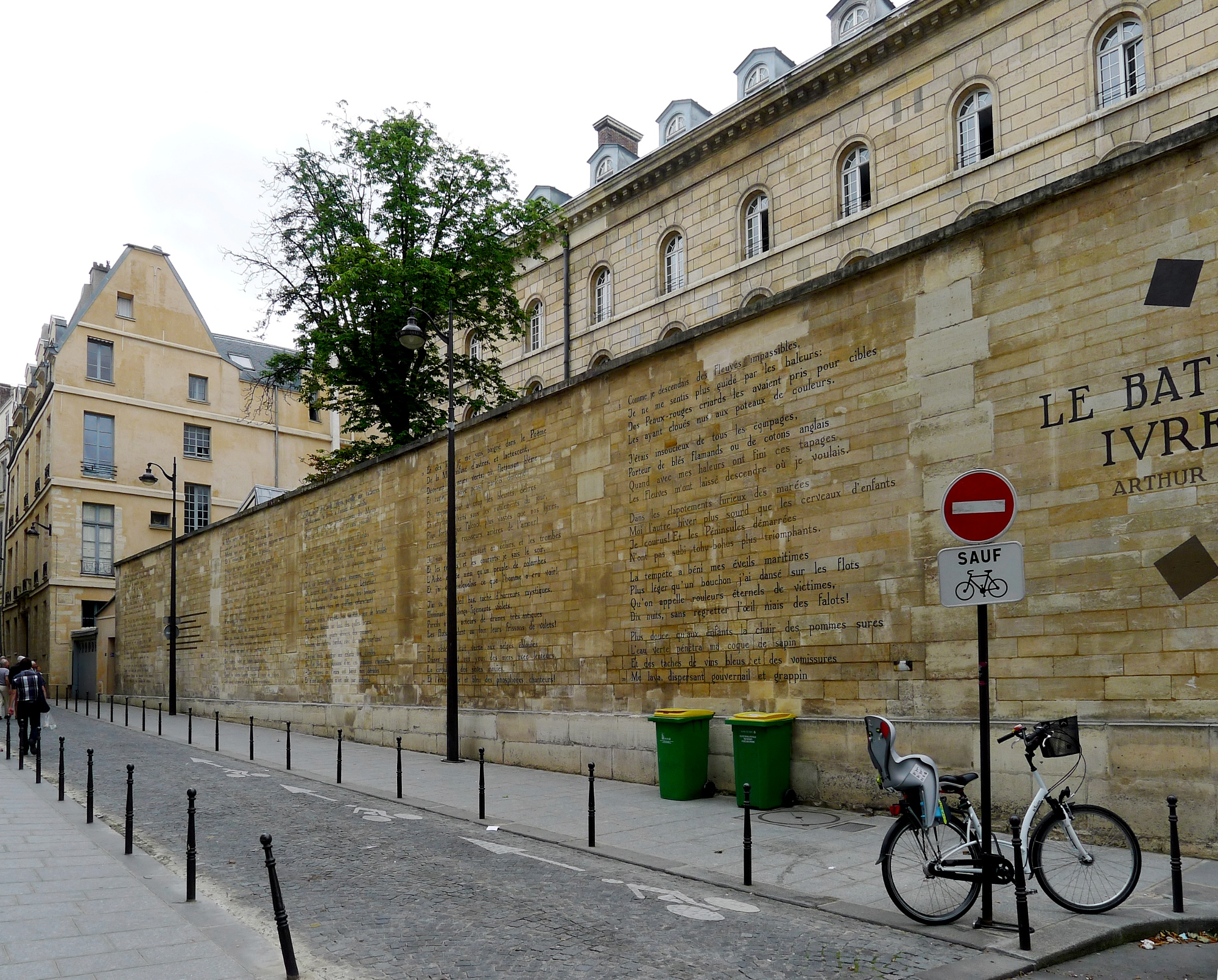
Den berusade båten av Arthur Rimbaud (1854-1891) på muren till Hôtel des Finances på rue Férou i centrala Paris (2012).

## Galleri

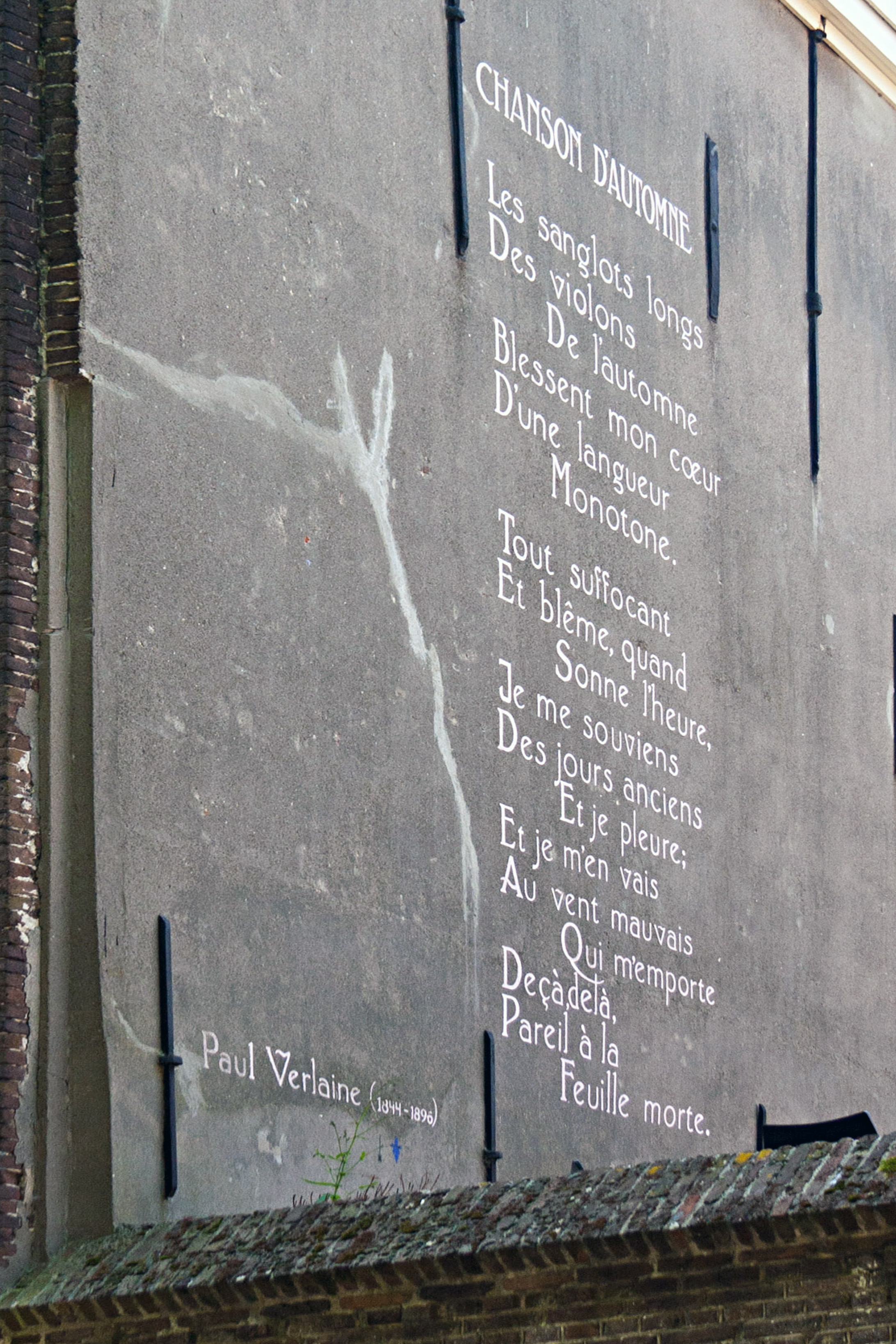
Paul Verlaines Chanson d'automne som väggdikt i Leiden.
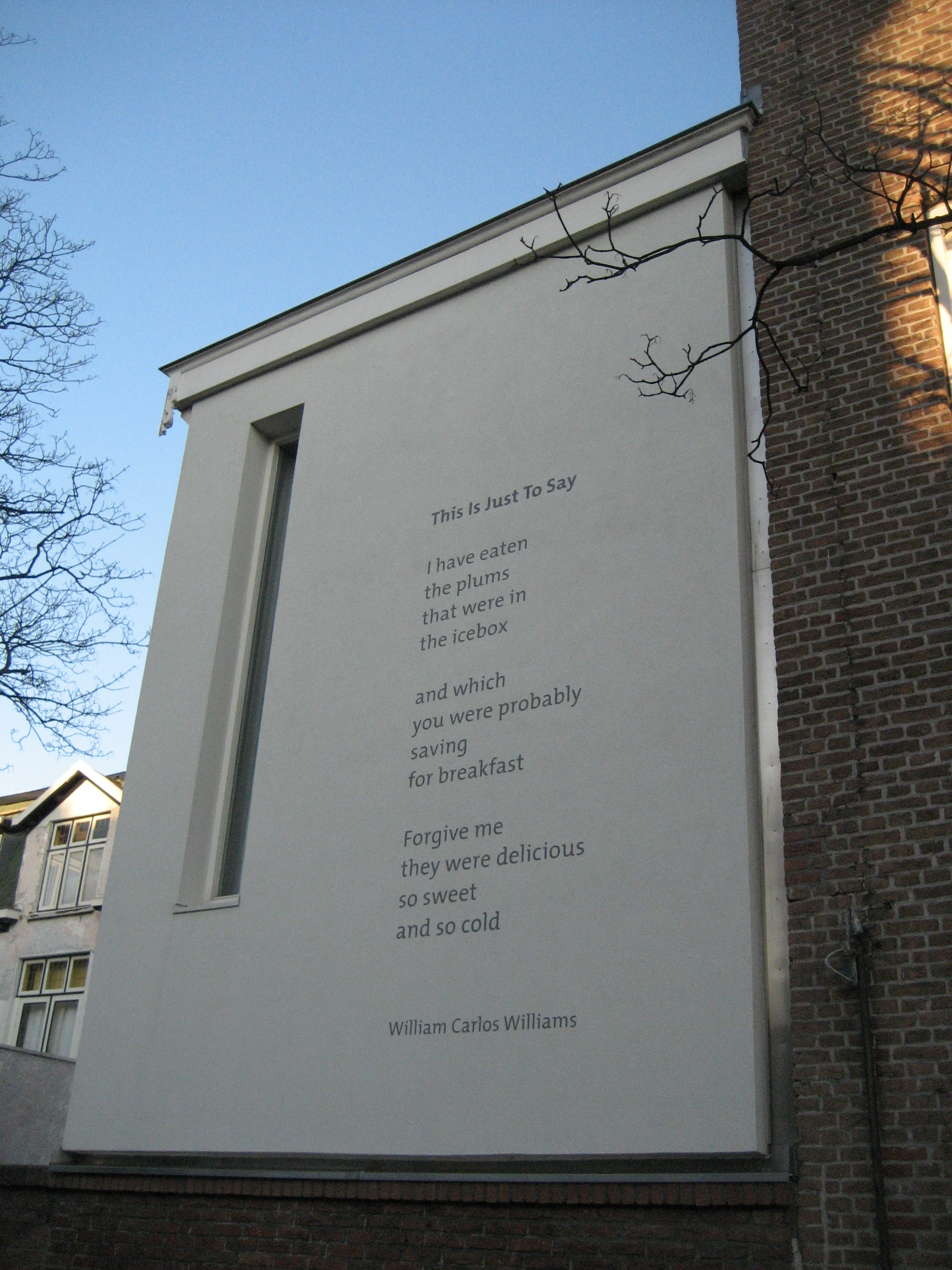
William Carlos Williams dikt This Is Just To Say på en vägg i Haag.
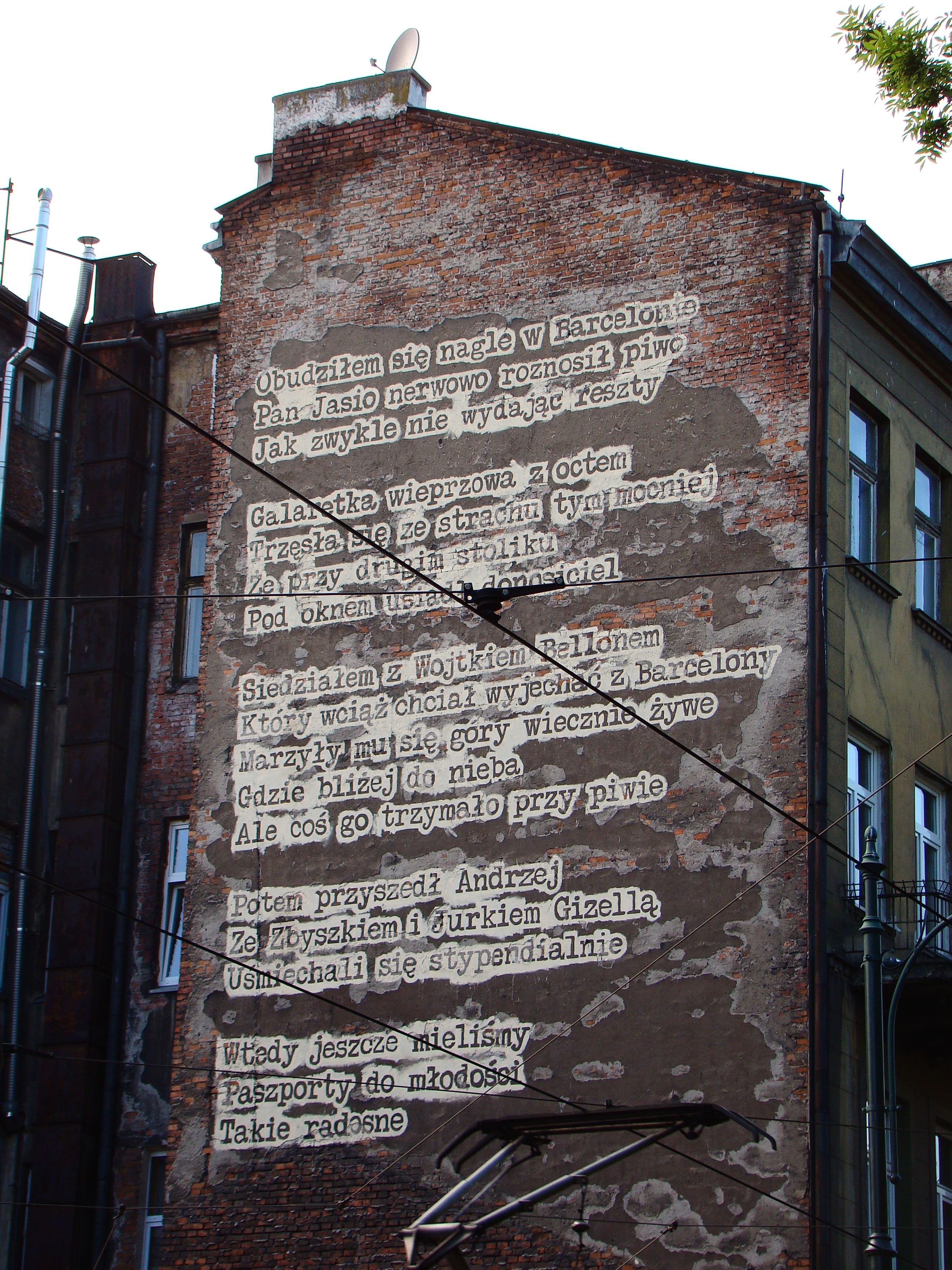
Dikten Barcelona av Adam Ziemianin, på en byggnad i Krakow.
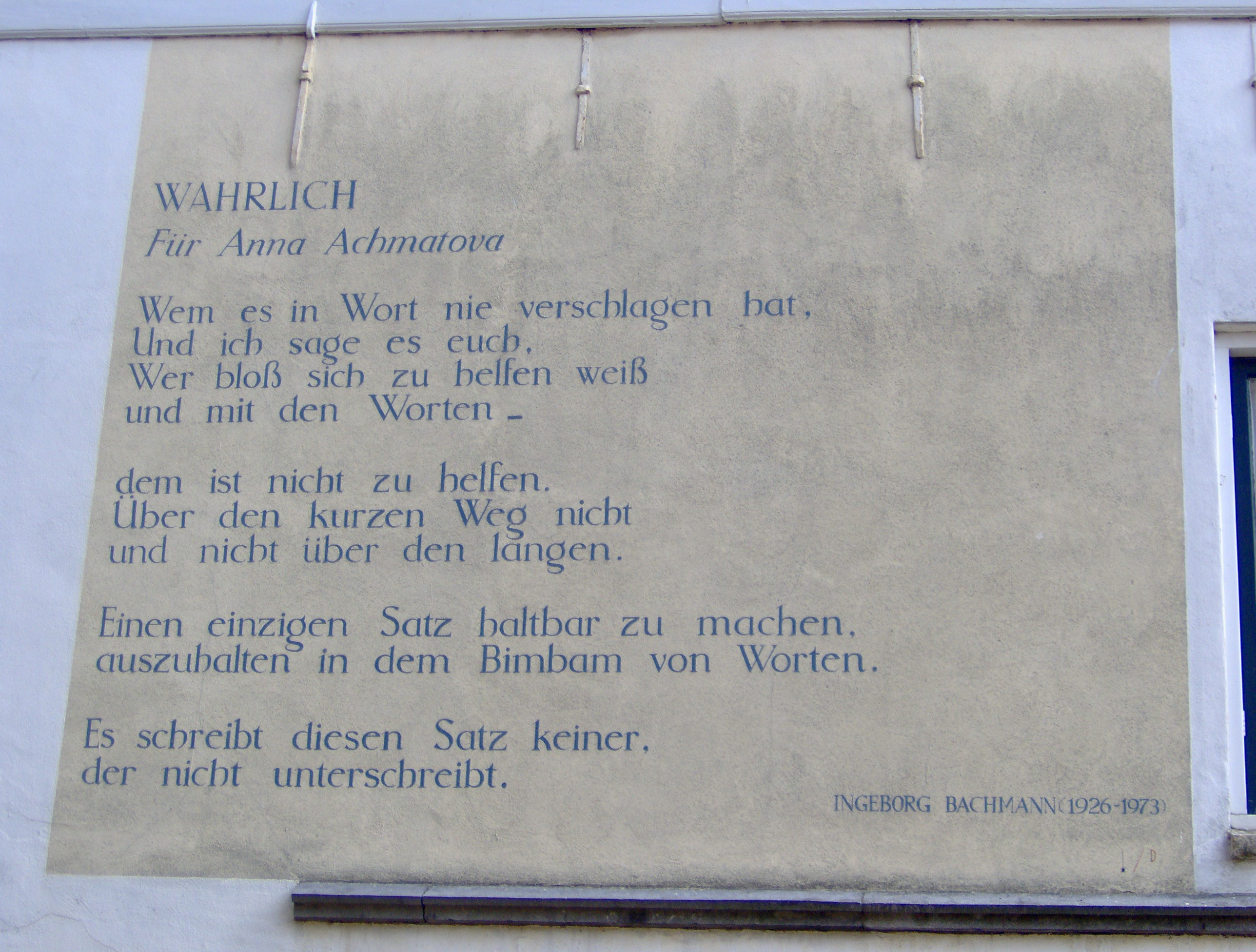
Ingeborg Bachmanns dikt Wahrlich i Leiden.

### Fotnoter
1. ↑  Uppgifter kring Matsuo Bashos väggdikt Araumiya tillsammans med en engelsk tolkning. muurgedichten.nl
2. ↑  ”About us” (på engelska). Muurgedichten Leiden. https://muurgedichten.nl/en/over-ons. Läst 27 november 2021.

.